# Arrondissement du Pays-de-Jerichow
L'arrondissement du Pays-de-Jerichow est un arrondissement  ("Landkreis" en allemand) de Saxe-Anhalt  (Allemagne).
Son chef lieu est Burg (près de Magdebourg).

## Villes et communes
(nombre d'habitants en 2010)
Einheitsgemeinden
1. Biederitz (8 453)
2. Burg, ville (24 163)
3. Elbe-Parey (7 176)
4. Genthin, ville (15 498)
5. Gommern, ville (11 043)
6. Jerichow, ville (7 461)
7. Möckern, ville (14 269)
8. Möser (8 188)